# Hamdan abu Anja
Hamdān abū Anja (geb. um 1835; gest. im Januar 1889 in Gallabat) war ein mahdistischer General im Range eines Ober-Emirs (Amīr al-Umarā).

## Leben
Abū Anja gehörte dem Baggara-Stamm der Ta’isha an und war Teil einer Gemeinschaft entflohener Leibeigener (Mandala). Er stand zunächst im Dienst von Rabih az-Zubayr, wo er Erfahrungen in der Kriegsführung mit modernen Schusswaffen erlangte. Er war ein früher Anhänger von Muhammad Ahmad im Mahdi-Aufstand. Im Jahr 1883 wurde er zum Befehlshaber der Schützen (Dschihadiyya) ernannt. In der Schlacht von Scheikan zermürbte er die ägyptische Expeditionsstreitkraft, bevor diese am 5. November vernichtet wurde. Im Zuge der Belagerung von Khartum eroberte er das Fort von Omdurman. Danach unterdrückte er den Widerstand des in den Nuba-Bergen gelegenen Königreichs Taqali. In den Nachfolgekämpfen nach dem Tod von Muhammad Ahmad schlug er sich auf die Seite von Abdallahi ibn Muhammad und besiegte bei Bara (im Norden Kordofans) die Armee von Muhammad al-Sharīf. 1887 wurde Abū Anja in die Grenzregion zum Kaiserreich Abessinien versetzt. Im Januar 1888 eroberte er Gallabat und plünderte Gonder. Eine Expedition in die Balesa-Region (östlich des Tanasees) im Juni 1888 war erfolglos. Abū Anja erkrankte und starb im Januar 1889.